# Constitución de Yemen
La Constitución de Yemen fue ratificada por referéndum popular el 16 de mayo de 1991. Define a la república como un país árabe e islámico independiente y soberano y establece la sharia, o ley islámica, como la base de todas las leyes. 
En febrero de 2001, se aprobaron varias enmiendas mediante un referéndum nacional que extendió el período presidencial a siete años y el período parlamentario a seis años, y aumentó el tamaño y la autoridad del Consejo de la Shura.

## Nueva constitución
Debido a la revolución yemení de 2011-2012, se esperaba que el presidente Abd Rabbuh Mansur al-Hadi redactara una nueva constitución en el período 2012-2014. En enero de 2015, un comité redactó una nueva constitución, pero tanto el Congreso General del Pueblo como los miembros huzíes de la autoridad nacional para el monitoreo de la implementación de los resultados de la Conferencia Nacional de Diálogo se han negado a votar sobre este borrador. Esto probablemente retrasará un referéndum planificado sobre la nueva constitución y, por lo tanto, las próximas elecciones presidenciales y parlamentarias, que se han retrasado hasta que se pueda llevar a cabo el referéndum.